# Márványkő vára
Márványkő vára egy mára teljesen elpusztult 15. századi magánvár vagy várkastély Petőmihályfa közelében. Míg a "kő"-re végződő nevű váraink magas hegycsúcsokon találhatóak (pl. Csókakő a Vértesben vagy Boldogkő a Zemplénben), addig Márványkő egy patakparti, mocsaras területen fekszik. Neve tehát nem egy kiemelkedő sziklára, hanem feltehetően egy, a várban álló épület vagy egyik kapujának anyagára utal.

## Fekvése
A vár Petőmihályfa szélén, a Sárvíz-patak partján állt. A terület ma a Kossuth Lajos utca 10. melletti művelt magánterületen fekszik, de az erődítések és árkok nyomai még felismerhetőek.

## Története
A várkastély építése a 15. század első évtizedére tehető. Zsigmond király 1401-ben adott engedélyt az őt még feltehetően koronázása előtt kölcsönökkel kisegítő gersei Pető családnak, hogy valamelyik birtokán egy fa- vagy kővárat építsen. A Zsigmonddal jó viszonyt ápoló, ekkoriban a köznemességből a bárók közé emelkedő családnak ősi, 6–8 faluból álló Vas vármegyei birtokainak védelme érdekében volt szüksége az erősségre. Az 1410 körül elkészült kastély eredetileg fából épült. Az építtető, Pető János Zala vármegyei ispán ekkor a határidő betartásának kérdésében perben állt a győri Bertalan ácsmesterrel. 1417-ben említi először oklevél a várat, 1422-ben pedig Szt. István első vértanú emlékére szentelt kápolnájáról olvashatunk. 1437-től Pető László volt az ura.
Zsigmond király halála után a Pető család I. Ulászlót támogatta, így márványkői birtokukat Luxemburgi Erzsébet királyné elvette és – más várakkal együtt – Cillei Ulrik Vas vármegyei hívének, felsőlendvai Szécsi Jánosnak adományozta. Cillei, miután kiszabadult Ulászló fogságából, ígéretet tett a várkastély visszaadására, ám ezt nem tartotta be. Ennek következtében Ulászló Nyugat-Dunántúlra induló seregei 1441 márciusában Márványkő alá érkeztek. Ostromra azonban nem volt szükség, a vár enélkül is visszakerült a Petők birtokába.
Az ezt követő években a Szécsiek és a Petők gyakran dúlták, fosztogatták egymás birtokait. Mátyás király 1459-ben adott engedélyt a várkastély kőből való átépítésére. 1464-ben Mátyás engedélyével sikerült elkerülnie a lerombolást. A bizonytalan megyei helyzet azonban ekkorra sem javult: 1469-ben Márványkő várnagyát, salamonfalvi Német Miklóst Custos Mihály vasvári házának megtámadása miatt az országbíró előtt vonták felelősségre. 1471-ben Chey János, 1476-ban pedig Lukács mester töltötte be a várnagyi tisztséget.
1490-ben a Pető család tagjai többek között márványkői várukat is megosztották egymás között. A leírás szerint ekkor egy belső és egy külső kapu állhatott a várban. Ugyanebben az évben III. Frigyes német-római császár fia, Miksa német király foglalta el, majd miután az 1491-es pozsonyi békében tett ígérete ellenére sem adta vissza, ostrommal foglalták el tőle, melynek során a vár megsérült.
A 16. század elején a vár valószínűleg eljelentéktelenedett. 1549-ben még itt lakhatott Pető Péter és László. A törökök elleni harcokban nem játszott szerepet, tulajdonosai is inkább egyéb birtokaikat erősítették. A vár pusztulása a törökök 1600. évi Kanizsa elleni hadjárata során történhetett. Egy 1690-es összeírás szerint a vár romokban hever.

## Leírása
A délről a Sárvíz-patak vizenyős, mocsaras területei által határolt erősséget a másik három irányból kettős vizesárok védte. A belső árok 20, a külső 20-40 méter széles, mai mélységük eléri a 2 métert. A két vizesárok közötti töltésen állhatott az egyik kapu, a másik pedig a belső vár épületeihez vezethetett nyugat felől. A vár belseje téglalap alakú, kb. 70 x 55 méter kiterjedésű terület.

## Feltárása
A vár területén régészeti kutatás nem történt. Felmérését 1973-ban Eőry Karácsony, Eőry Karácsonyné és Ladányi Jenőné végezték el. Az ekkor még bronz- vagy vaskori erősségnek hitt várat az 1980-as években Sándorfi György is felmérte és az oklevelekben szereplő Márványkő várával azonosította.